# 묘지

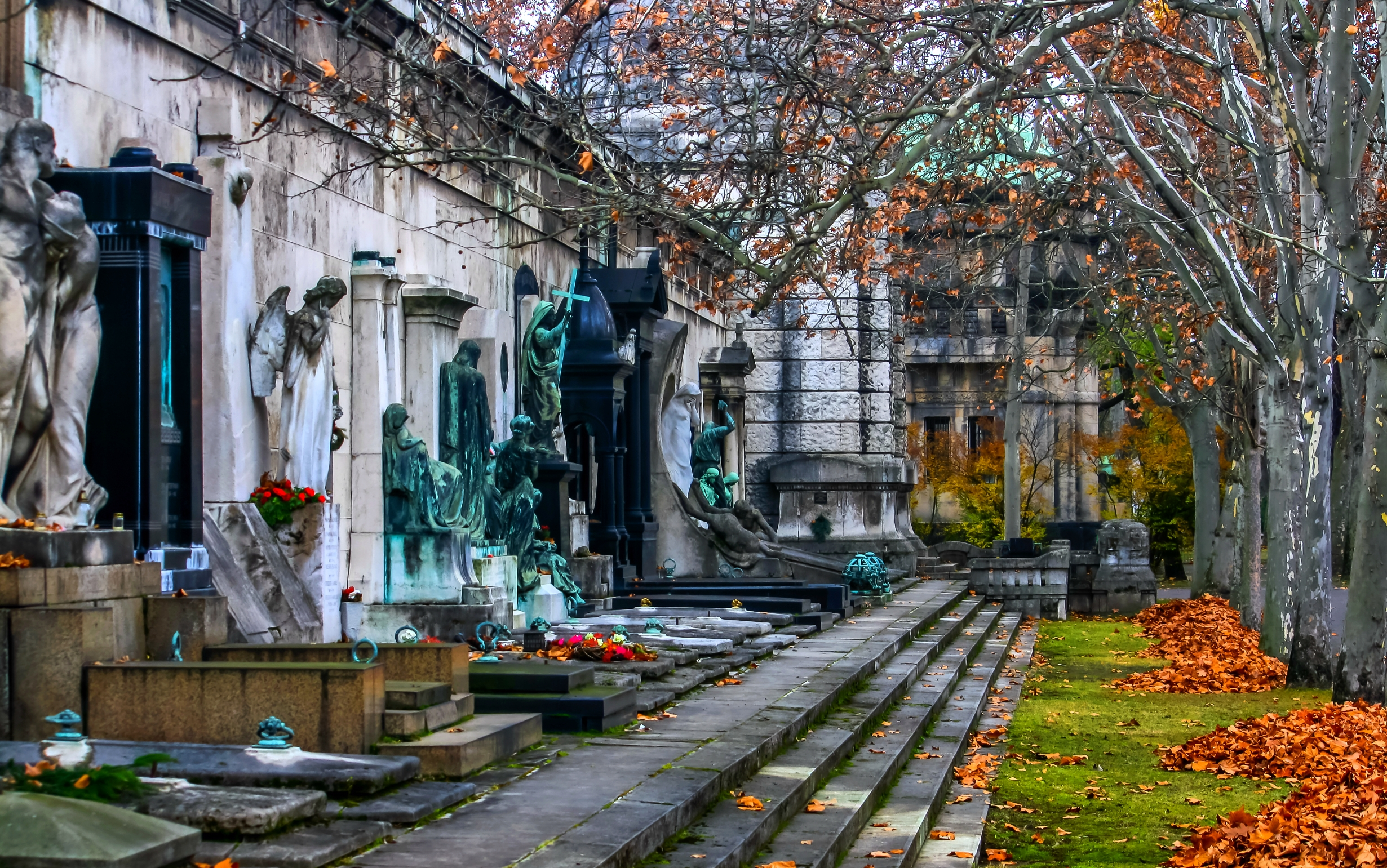
헝가리 부다페스트의 묘지

묘역(墓域)은 무덤이 있는 땅으로 경계가 지어진 땅이고, 묘지(墓地)는 무덤이 있는 땅이다.
무덤이 1기만 있다면 묘지와 묘역은 동일한 영역을 나타내지만, 공동묘지 등에서는 묘역은 공동묘지 전 지역을 나타내고 묘지는 특정한 일부만을 나타낸다. 또한 무덤 1기만 있더라도 무덤이 있는 부분만을 묘지라고 하고, 그 주변 영역을 아울러 일컬을 때 묘역이라고 부르기도 한다.

## 같이 보기
- 무덤
- 국립묘지